# Montbert
Montbert település Franciaországban, Loire-Atlantique megyében. Lakosainak száma 3346 fő (2022. január 1.). Montbert Aigrefeuille-sur-Maine, Le Bignon, Château-Thébaud, La Planche, Geneston és Saint-Philbert-de-Bouaine községekkel határos.

## Népesség
A település népességének változása:
| Lakosok száma | 1614 | 2249 | 2246 | 2803 | 2987 | 3076 | 3125 | 3191 | 3238 | 3346 |
|               | 1968 | 1982 | 1990 | 2006 | 2013 | 2015 | 2017 | 2019 | 2020 | 2022 |